# Union nationale indépendante
L'Union nationale indépendante est un ancien parti politique luxembourgeois.

## Histoire
Le parti naît de la scission du Parti de la droite et est dirigé par l'ancien président du gouvernement Hubert Loutsch et Jean-Pierre Kohner. Il participe aux élections législatives de 1925 où il remporte deux sièges.
Pour les élections législatives de 1928, le parti participe sous le nom de Groupe indépendant puis en tant que Parti indépendant aux élections législatives de 1931. Il participe aux élections législatives de 1934 sous un nom encore différent, les Indépendants, et perd son siège dans la circonscription Sud.
Le mouvement ne participera plus à aucune élection.

## Résultats électoraux
| Année | Voix    | %   | Rang | Sièges |
| ----- | ------- | --- | ---- | ------ |
| 1925  | 100 568 | 7,3 | 6e   | 2 / 47 |
| 1928  | 56 629  | 6,6 | 4e   | 2 / 52 |
| 1931  | 40 569  | 4,7 | 7e   | 2 / 54 |
| 1934  | 25 694  | 1,9 | 6e   | 1 / 54 |